# Sandao (köpinghuvudort i Kina, Hainan Sheng, lat 18,47, long 109,66)
Sandao är en köpinghuvudort i Kina. Den ligger i provinsen Hainan, i den södra delen av landet, omkring 190 kilometer söder om provinshuvudstaden Haikou. Antalet invånare är 10 358. Befolkningen består av 4 680 kvinnor och 5 678 män. Barn under 15 år utgör 17,0 %, vuxna 15-64 år 76 %, och äldre över 65 år 6,0 %.
Runt Sandao är det ganska tätbefolkat, med 134 invånare per kvadratkilometer. Närmaste större samhälle är Baocheng, 19,6 km norr om Sandao. Omgivningarna runt Sandao är en mosaik av jordbruksmark och naturlig växtlighet.
Genomsnittlig årsnederbörd är 2 251 millimeter. Den regnigaste månaden är juli, med i genomsnitt 369 mm nederbörd, och den torraste är januari, med 17 mm nederbörd.